# بیلدرز اسکوئر
بیلدرز اسکوئر (انگلیسی: Builders Square) شرکت خرده‌فروشی آمریکایی است، که در سال ۱۹۹۹ تأسیس شد.